# Margosatubig
Margosatubig is een gemeente in de Filipijnse provincie Zamboanga del Sur op het eiland Mindanao. Bij de laatste census in 2007 had de gemeente bijna 35 duizend inwoners.

## Geografie

### Bestuurlijke indeling
Margosatubig is onderverdeeld in de volgende 17 barangays:
| - Balintawakan - Bularongan - Digon - Guinimanan - Igat Island - Josefina - Kalian - Kolot - Limamawan | - Lumbog - Magahis - Poblacion - Sagua - Talanusa - Tiguian - Tulapoc |

## Demografie
Margosatubig had bij de census van 2007 een inwoneraantal van 34.939 mensen. Dit zijn 478 mensen (1,4%) meer dan bij de vorige census van 2000. De gemiddelde jaarlijkse groei komt daarmee uit op 0,19%, hetgeen lager is dan het landelijk jaarlijks gemiddelde over deze periode (2,04%). Vergeleken met de census van 1995 is het aantal mensen met 5.342 (18,0%) toegenomen.

De bevolkingsdichtheid van Margosatubig was ten tijde van de laatste census, met 34.939 inwoners op 111,69 km², 312,8 mensen per km².